# Valgoglio
Valgoglio é uma comuna italiana da região da Lombardia, província de Bérgamo, com cerca de 613 habitantes. Estende-se por uma área de 31 km², tendo uma densidade populacional de 20 hab/km². Faz fronteira com Ardesio, Branzi, Carona, Gandellino, Gromo.

## Demografia
| Variação demográfica do município entre 1861 e 2011                               |
|                                                                                   |
| Fonte: Istituto Nazionale di Statistica (ISTAT) - Elaboração gráfica da Wikipedia |